# 陈祖排
丹斯里陈祖排（1943年3月21日—），马来西亚政治人物、马华公会党员。曾任马华总秘书、马来西亚房屋及地方政府部长、务边国会议员。
2017年1月18日，陈祖排接替林良实成为拉曼大学理事会主席。

## 退位
2005年马华党选，被视为马华前总会长林良实派系的陈祖排毅然辞掉马华总秘书职，挑战陈广才的署理总会长职，但功败垂成。
2008年，陈祖排无缘在大选上阵，而失去第6次蝉联务边国会议席的机会。有传他是让位给林良实的儿子林熙隆上阵，但也有传他是在派系斗争下被迫退位，以致他重出江湖的希望再受重挫。